# Robert Hales (Johannieterorde)
Robert Hales (High Halden, 1325 - Tower Hill, 14 juni 1381) was een Engelse edelman en was grootprior van de Orde van Malta in Engeland. Robert Hales was door koning Richard II van Engeland aangesteld tot de beheerder van de schatkist. Zo was hij in de functie verantwoordelijk voor de instelling van een extra belasting. Deze belasting was een van de oorzaken van de Engelse Boerenopstand in 1381. Deze opstandelingen waren verantwoordelijk voor zijn executie op 14 juni dat jaar.